# Виланова д'Албенга
Вилано̀ва д'Албѐнга (на италиански: Villanova d'Albenga; на лигурски: Villanêuva d'Arbenga, Виланеува д'Арбенга) е малко градче и община в Северна Италия, провинция Савона, регион Лигурия. Разположено е на 29 m надморска височина. Населението на общината е 2540 души (към 2011 г.).